# Муньос Роблес, Сантьяго
Сантьяго Рене Муньос Роблес (англ. Santiago René Muñóz Robles; родился 14 августа 2002) — мексиканский футболист, нападающий клуба «Сантос Лагуна».

## Клубная карьера
26 октября 2020 года дебютировал в основном составе клуба «Сантос Лагуна» в матче мексиканского чемпионата против «Атлетико Сан-Луис», выйдя на замену Эдуардо Агирре.

## Карьера в сборной
Муньос в 2019 году дебютировал за сборную Мексики до 17 лет. В мае 2019 года сыграл на чемпионате КОНКАКАФ (до 17 лет), на котором мексиканцы одержали победу. Забил на турнире 5 мячей, в том числе хет-трик в матче против Тринидада и Тобаго и гол в финальном матче против сборной США. В октябре и ноябре 2019 года сыграл на юношеском чемпионате мира, на котором мексиканцы заняли второе место, уступив в финале бразильцам, хозяевам турнира. Забил на турнире один гол: в матче против Японии 6 ноября.
Также может выступать за сборную США (страну своего рождения).

## Достижения
Сборная Мексики (до 17 лет)
- Победитель чемпионата КОНКАКАФ (до 17 лет)[англ.]*: 2019
- Второе место чемпионата мира (до 17 лет): 2019